# 1884 في الولايات المتحدة
فيما يلي قوائم الأحداث التي وقعت خلال عام 1884 في الولايات المتحدة.

## سياسة

### تعيين في المنصب
- 1 يناير – ب. ج. كينيدي عضو مجلس نواب ماساتشوستس.
- 5 سبتمبر – والتر كي جريشام وزير الخزانة الأمريكي.
- 31 أكتوبر – هيو مكولوتش وزير الخزانة الأمريكي.

### انتهاء فترة المنصب
- 2 سبتمبر – هنري بوين انتوني عضو مجلس الشيوخ الأمريكي.
- 4 سبتمبر – والتر كي جريشام مدير مكتب البريد العام في الولايات المتحدة [الإنجليزية]‏،وزير الخزانة الأمريكي.

## مواليد

### يناير
- 1 يناير – موسي كينج ملاكم من الولايات المتحدة الأمريكية.
- 2 يناير – أوسكار ميشو[1]
- 18 يناير – هاريسون غرين[2]
- 20 يناير – كارلايل بلاكويل[3]
- 26 يناير – روي تشابمان أندروز[4]

### فبراير
- 8 فبراير – روبرت تايلور جونز سياسي أمريكي.[5]
- 12 فبراير – أليس روزفلت ونغويرث[6]
- 16 فبراير – هربرت بيل سياسي أمريكي.[7]
- 22 فبراير – آبي أتيل ملاكم من الولايات المتحدة الأمريكية.
- 22 فبراير – وليم سيبروك صحفي أمريكي.
- 26 فبراير – هاري بنهام ممثل أمريكي.[8]

### مارس
- 10 مارس – ستيوارت هولمز ممثل من الولايات المتحدة الأمريكية.[9]
- 17 مارس – ستانلي روسيتر بندكت كيميائي أمريكي.[10]
- 21 مارس – بول كاربنتر ستاندلي عالم نبات أمريكي.
- 23 مارس – فلورنسا ألينوود ألين[11]
- 27 مارس – جيمس كروز ممثل أمريكي.[12]

### أبريل
- 28 أبريل – وليام جارود[13]

### مايو
- 5 مايو – كارل أوسبورن
- 8 مايو – هاري ترومان في عهده ألقيت القنبلة النووية على اليابان.[14]
- 17 مايو – سام ماكفاي ملاكم من الولايات المتحدة الأمريكية.[15]
- 20 مايو – ليون شليسنجر منتج أفلام من الولايات المتحدة الأمريكية.[16]
- 24 مايو – كلارك ليونارد هل عالم نفس أمريكي.[17]

### يونيو
- 7 يونيو – ديف موريس
- 13 يونيو – بريل برنارد كرون[18]
- 20 يونيو – ماري أر كالفيرت عالمة فلك أمريكية.[19]

### يوليو
- 4 يوليو – جاك باكسلي ممثل أمريكي.
- 10 يوليو – سام وود
- 12 يوليو – ليندا أرفيدسون ممثلة أمريكية.[20]
- 13 يوليو – جون فرانسيس ديلون[21]
- 21 يوليو – جورج بيرس اينيس رسام من الولايات المتحدة الأمريكية.[22]
- 28 يوليو – عايدة دي أكوستا

### أغسطس
- 8 أغسطس – سارة تيزدايل كاتبة وشاعرة أمريكية.[23]
- 15 أغسطس – إيرفينغ ويدمر بيلي عالم نبات أمريكي.[24]
- 19 أغسطس – توماس بربور[25]
- 23 أغسطس – أوغدن إل ميلز سياسي أمريكي.[26]
- 27 أغسطس – هاري أنتريم[27]

### سبتمبر
- 11 سبتمبر – هارفي فليتشر فيزيائي أمريكي.[28]
- 22 سبتمبر – ايرفينغ مورو مهندس معماري أمريكي.[29]

### أكتوبر
- 3 أكتوبر – بول فوستر كيس
- 6 أكتوبر – لويد سبونر لاعب رماية من الولايات المتحدة الأمريكية.
- 11 أكتوبر – إليانور روزفلت[30]
- 14 أكتوبر – جيمي كونلين ممثل أمريكي.[31]
- 14 أكتوبر – وليام إلمر هولت سياسي أمريكي.
- 17 أكتوبر – توماس جي. مابري سياسي أمريكي.

### نوفمبر
- 21 نوفمبر – بوب بورنس ممثل أمريكي.[32]

### ديسمبر
- 17 ديسمبر – والدو بيرس فنان أمريكي.[33]
- 25 ديسمبر – إيفلين نسبيت[34]

## وفيات

### يناير
- 26 يناير – جون يتشر (مواليد 1813) سياسي أمريكي.[35]

### فبراير
- 14 فبراير – أليس هاثاواي لي روزفلت (مواليد 1861) الزوجة الأولى لثيودور روزفلت.[36]
- 16 فبراير – صموئيل وليامز (مواليد 1812)[37]
- 27 فبراير – ويليام ه هانت (مواليد 1823) سياسي أمريكي.[38]

### أبريل
- 4 أبريل – ألفريد روسل فرانسيس (مواليد 1817) سياسي ليبيري.[39]
- 28 أبريل – هنري أم. ماثيوز (مواليد 1834) سياسي أمريكي.[40]

### مايو
- 13 مايو – سايروس هول ماكورميك (مواليد 1809)[41]
- 17 مايو – جون فرانسيس هامترامك كليبورن (مواليد 1809) سياسي أمريكي.[42]
- 22 مايو – ويليام ووفورد (مواليد 1824) عسكري من الولايات المتحدة الأمريكية.[43]

### يونيو
- 2 يونيو – أورفيل أي بابكوك (مواليد 1835) ضابط من الولايات المتحدة الأمريكية.[44]
- 18 يونيو – ماثيو سيمبسون (مواليد 1811)[45]

### يوليو
- 10 يوليو – بول مورفي (مواليد 1837)[46]

### سبتمبر
- 2 سبتمبر – هنري بوين انتوني (مواليد 1815) سياسي أمريكي.[47]

### نوفمبر
- 6 نوفمبر – ويليام ويلز براون (مواليد 1814)[48]